# راجر مگوئن
جیمز راجر مگوئِن (انگلیسی: James Roger McGuinn، تلفظ:‎/məˈɡwɪn/‎؛ زادهٔ ۱۳ ژوئیهٔ ۱۹۴۲) مشهور به راجر مگوئِن و پیش از آن جیم مگوئِن، موسیقی‌دان اهل ایالات متحده آمریکا است. او از سال ۱۹۶۰ میلادی تاکنون مشغول فعالیت بوده و بیشتر در نقش خوانندهٔ اصلی گروه بردز و همچنین به‌عنوان گیتاریستی پیشرو و تأثیرگذار شناخته می‌شود.
نام راجر مگوئن به تالار مشاهیر راک اند رول وارد شده‌است.